# María del Carmen Pardo Raga
Maria del Carmen Pardo Raga (València, 1943 - 7 d'octubre de 2021) és una política valenciana, diputada al Congrés dels Diputats en la V i VI legislatures i senadora en la VII Legislatura.
Estudià ciències polítiques, però no acabà la carrera. Ocupà el càrrec de Secretària de la Dona en la Junta Nacional del Partit Popular, ha estat diputada per la província de Castelló a les eleccions generals espanyoles de 1993 i 1996. Ha estat secretària Primera de la Comissió de Política Social i Treball i secretària segona de la Comissió Mixta dels Drets de la Dona del Congrés dels Diputats. També fou escollida senadora a les eleccions generals espanyoles de 2000. Ha estat vicepresidenta primera de la comissió especial sobre adopció internacional i secretària primera de la comissió especial sobre la situació dels esportistes en acabar la seva carrera esportiva.
El 1998 fou objecte d'un escàndol en saber-se que el president de la diputació de Castelló, Carlos Fabra, va adjudicar les obres de l'aeroport de Castelló a l'empresa Ingeniería de Castellón, SL, de la que n'és administrador el seu marit, l'enginyer Rafael Llopis.